# 長島忠美

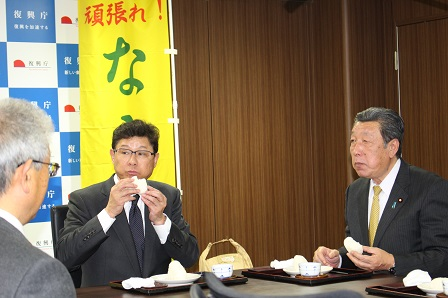
長島忠美

長島 忠美（ながしま ただよし、男性、1951年1月9日 - 2017年8月18日）は、日本の政治家。
新潟県中越地震で被災した新潟県古志郡山古志村の、最後の村長である。衆議院議員（4期）、復興副大臣、復興大臣政務官兼農林水産大臣政務官、山古志村長（2期）、山古志村議会議員（2期）、東洋大学理事長、国際ボランティア学生協会特別顧問、自民党たばこ議員連盟幹事長代理を務めた。

## 概要
- 新潟県古志郡山古志村（現長岡市）生まれ。新潟県立長岡高等学校、東洋大学経済学部卒業。大学卒業後、東京都内で就職するが、後に家業である農業・畜産業を継ぐため、1979年（昭和54年）に山古志村に帰郷する[2]。
- 1990年（平成2年）- 山古志村教育委員に就任[3]。
- 1993年（平成5年）- 山古志村議会議員選挙に出馬し、初当選。2期目の任期途中で山古志村議を辞職し、2000年に山古志村長選挙に立候補し、当選。
- 2004年（平成16年）- 新潟県中越地震で山古志村が甚大な被害を受ける。村へ通じるすべての道路が寸断され完全に孤立、全村避難を決断。自衛隊のヘリコプターにより取り残された村民は全員避難。
- 2005年（平成17年）
  - 4月1日、山古志村が長岡市に合併し、山古志村長を自動失職。長岡市復興管理監に就任。
  - 9月、第44回衆議院議員総選挙に自由民主党公認で比例北陸信越ブロック単独で出馬し、当選。
- 2009年（平成21年）
  - 4月、母校・東洋大学の第31代理事長に就任。同年の第45回衆議院議員総選挙で再選。
  - 12月、東洋大学理事長に再任。(2012年12月まで)
- 2012年（平成24年）
  - 12月、第46回衆議院議員総選挙に新潟5区から出馬。民主党の田中眞紀子に比例復活すら許さずに3選。
  - 12月27日、農林水産大臣政務官兼復興大臣政務官に就任。
- 2013年（平成25年）- 1月、復興大臣政務官として岩手駐在[4]。
- 2014年（平成26年）
  - 9月3日、第2次安倍改造内閣で復興副大臣に就任。
  - 12月、第47回衆議院議員総選挙に新潟5区から出馬し、4選。
- 2017年（平成29年）
  - 8月14日、新潟県長岡市にて脳卒中で倒れ入院[5]。
  - 8月18日夜、死去[1][6]。66歳没。

## 政策・主張
- 選択的夫婦別姓制度の導入にどちらかといえば反対[7]。
- 受動喫煙防止を目的に飲食店などの建物内を原則禁煙とする健康増進法改正に反対。2017年3月7日の自民党たばこ議員連盟の臨時総会において、「営業の自由まで奪うような、罰則を科すのは日本にふさわしくない。人権を侵すことにもつながるのではないか。権利を奪う、そんな可能性がある法案を通す必要はない」と主張した[8]。

## 人物
- 喫煙者である[9]。
- 山古志村での家業は虫亀地区で代々続く農業で、牛を飼育し畜産業も営んでいるほか、民宿も経営している[10]。
- 新潟県中越地震復興の一環として2006年から始まった企画「幸子米」[11]のために、山古志地区の棚田を提供した[12]。震災後、山古志村民と共に長岡市内の仮設住宅に居住。他の村民が退去するのを見届けた後、2007年12月31日に最後の1世帯として退去。山古志村へ戻った[13]。
- 2014年5月に超党派の議員連盟・立憲フォーラムがノルウェーのノーベル平和賞委員会へ提出した「憲法9条にノーベル平和賞の授与を求める署名」に署名した。長島は本件に対し「私は改憲派だ。軽い気持ちで署名した」「9条を守れという運動に参加するつもりはない」としている[14]。

## 著書
- （石川拓治・長島忠美）『国会議員村長―私、山古志から来た長島です』 小学館、2007年。ISBN 978-4093877497。

## 所属団体・議員連盟
- 時代に適した風営法を求める議員連盟（パチンコ議連）
- 自民党たばこ議員連盟（幹事長代理）[15][16]
- 自由民主党たばこ特別委員会（副委員長）[16]
- 日本会議国会議員懇談会[17]
- 神道政治連盟国会議員懇談会[17]
- みんなで靖国神社に参拝する国会議員の会[17]
- 創生「日本」[17]
- 自民党国際人材議員連盟
- 天皇陛下御即位二十年奉祝国会議員連盟（事務局次長）
- 日韓議員連盟
- TPP交渉における国益を守り抜く会
- 自民党山村振興特別委員会（副委員長）
- 自民党東日本大震災復興加速化本部（事務局長）